# 오류고등학교
오류고등학교(梧柳高等學校)는 대한민국 서울특별시 구로구 궁동에 있는 사립 고등학교이다.

## 학교 연혁
- 1999년 11월 27일 : 오류고등학교 설립인가
- 2000년 3월 1일 : 개교
- 2000년 3월 1일 : 진창권 초대 교장 취임
- 2000년 3월 2일 : 제1회 신입생 입학(6학급 252명)
- 2003년 2월 11일 : 제1회 졸업생 배출 (6학급 252명)
- 2021년 3월 1일 :  제9대 김대선 교장 취임
- 2023년 2월 9일 : 제21회 졸업생 배출 (7학급 149명)
- 2023년 3월 2일 : 제24회 신입생 입학 (7학급 194명)

## 참고 자료
- 오류고등학교 - 한국교육학술정보원 학교알리미